# Hilton San Diego Bayfront
Le Hilton San Diego Bayfront est un hôtel de San Diego, en Californie. Il a une hauteur de 117 m et contient 1 190 chambres. Situé dans le quartier de la Marina, dans le centre-ville de San Diego, l'Hilton San Diego Bayfront compte 30 étages et utilise le style architectural moderne. Il a été conçu par le cabinet John Portman & Associates. Le gratte-ciel est situé directement à côté du San Diego Convention Center, le long de la baie de San Diego.